# Amelin (województwo łódzkie)
Amelin – wieś w Polsce położona w województwie łódzkim, w powiecie radomszczańskim, w gminie Radomsko. Miejscowość wchodzi w skład sołectwa Dziepółć.
W latach 1975–1998 miejscowość administracyjnie należała do województwa piotrkowskiego.
W Amelinie znajduje się nadajnik Niezależnej Telewizji Lokalnej.